# 九之坪村
九之坪村（くのつぼむら）は、愛知県西春日井郡にかつて存在した村である。
現在の北名古屋市（旧・西春町）九之坪・加島新田に該当する。

## 歴史
- 1880年（明治13年）2月5日 - 春日井郡が東春日井郡と西春日井郡に分割され、この地域は西春日井郡となる。
- 1889年（明治22年）10月1日 - 九之坪村、加島新田が合併し、九之坪村が発足。
- 1906年（明治39年）7月16日 - 下拾箇村、上拾箇村と合併し西春村が発足。同日、九之坪村廃止。